# L’Express
L’Express – francuski tygodnik, założony w 1953 roku podczas I wojny indochińskiej. Tygodnik jest wzorowany na amerykańskim czasopiśmie „Time”.
Siedziba redakcji tygodnika znajduje się w Paryżu. Redaktorem naczelnym czasopisma jest Christophe Barbier, a właścicielem grupa medialna Roularta Media Group.

## Historia
Został założony w 1953 roku przez Jean-Jacques’a Servana-Schreibera, przyszłego lidera Socjalistycznej Partii Radykalnej oraz Françoise Giroud, byłą redaktor naczelną magazynu „Elle”. Tygodnik popierał politykę Pierre'a Mendèsa-France w sprawie Indochin, a ideologicznie związany był z francuską lewicą. Czasopismo było zdecydowanym przeciwnikiem wojny w Algierii, a w szczególności stosowania tortur.
W ciągu następnych lat czasopismo stało się w mniejszym stopniu zaangażowane w politykę, dzięki czemu nakład wzrósł w ciągu trzech lat ze 150 tys. do 500 tys. egzemplarzy. W 1971 roku, wraz z objęciem przez Servana-Schreibera funkcji przewodniczącego Socjalistycznej Partii Radykalnej, dziewięciu dziennikarzy tygodnika zdecydowało się na opuszczenie czasopisma, a następnie założyło własny tygodnik, „Le Point”.
Obecnie średni nakład tygodnika wynosi około 538 319 egzemplarzy, z czego około 305 tys. jest rozprowadzane w prenumeracie.